# Murphy (Észak-Karolina)
Murphy település az Amerikai Egyesült Államok Észak-Karolina államában, Cherokee megyében, melynek megyeszékhelye is. Lakosainak száma 1608 fő (2020. április 1.).

## Népesség
A település népességének változása:

| 2010 | 1 627 |
| 2020 | 1 608 |